# 比例代表制
比例代表制（英語：proportional representation，縮寫：PR），是議會選舉中分配議席的主要兩種方法之一，另一則是多數制。

## 概要
比例代表制以每一參選組別所得選票佔全部的百分比分配議席，反映社會多元不同意見。簡單而言，如有30%的選民投票予某一政黨，那該政黨就能在議會上取得30%的席位。此一方法最早出現於瑞士，並於歐洲大陸發揚光大。比例代表制的投票機制可分為兩種︰名單比例代表制和可轉移單票制。而席次分配分面則可分為兩類：最大餘額法及最高均數法（如漢狄法）。
比例代表制之好處是鼓勵代表關心選民之願望；它也可使較大之少數黨選出一名或兩名代表，實行區域代表制時，這些席位就可能得不到:93。由於比例代表制促使利益集團按專業劃分，在某些情況下，這可能嚴重損害多數聯盟中無代表之少數派之利益，這樣議會中之決議規則就變成極為棘手之問題；所以，比例代表制實行起來，都是十分複雜:93。
一般認為，比例代表制有利小黨發展而且比較客觀反映各政治組織的實力，但同時也讓激進政黨更容易取得議席。因此不少國家議會各設政黨得票門檻，如德國聯邦議院及聯邦州議會選舉採取得票比例5％的政黨門檻限制。
法國在第三共和及第四共和時期，由於國民議會為確保共和派的政黨保持議會多數，避免總統專權導致保王黨復辟，總統只是擁有象徵權力，憲法保證國民議會的專制，政黨眾多，造成政府不穩定，內閣更替頻繁；因此戴高樂在1958年再次出任總統並在第五共和（即現在的法國政體）成立後，催生出「半總統制」（相關名詞包括雙首長制、混合制等），地方議會、國民議會及總統選舉改採兩輪投票制，並加強總統的權力，總理向總統負責，總統有權解散國民議會。

## 比例代表制的選舉制度
- 政黨名單比例代表制
- 單票可讓渡投票制
- 不分區立法委員

## 关联条目
- 投票制度
- 小選區制
- 複數選區制
- 領先者當選

## 外部連結
- 比例表示庫 （页面存档备份，存于）
- 選舉制度選擇手冊
- Quantifying Representativity （页面存档备份，存于） Article by Philip Kestelman
- The De Borda Institute （页面存档备份，存于） A Northern Ireland-based organisation promoting inclusive voting procedures
- Election Districts Voting （页面存档备份，存于） improves PR with overlapping districts elections for first past the post, alternative vote and single transferable vote voters
- Electoral Reform Society founded in England in 1884, the longest running PR organization. Contains good information about single transferable vote –  the Society's preferred form of PR
- Electoral Reform Australia （页面存档备份，存于）
- Proportional Representation Society of Australia （页面存档备份，存于）
- Fair Vote Canada （页面存档备份，存于）
- FairVote, USA （页面存档备份，存于）
- Why Not Proportional Representation? （页面存档备份，存于）
- Vote Dilution means Voters have Less Voice （页面存档备份，存于） Law is Cool site
- Proportional Representation and British Democracy （页面存档备份，存于） Debate on British electoral system reform
- Felsenthal, Dan S.  (PDF). Assessing Alternative Voting Procedures. 2010  [October 9, 2011]. （原始内容存档 (PDF)于2021-02-24）.